# Slaget ved Wakefield
Slaget ved Wakefield stod i Sandal Magna nær Wakefield i Nordengland den 30. december 1460. Det var et betydningsfuldt slag i Rosekrigene. 

På den ene side stod en hær ledet af adelige, der var loyale over for den tilfangetagne konge Henrik 6. af Huset Lancaster og hans dronning Margrete af Anjou.

På den anden side hæren under Richard, hertug af York, den anden prætendent til tronen.
I årene op til slaget var hertugen af York blevet mere og mere kritisk over for den svage kong Henriks hof. Efter at åben krig var brudt ud mellem fraktionerne, og Henrik var blevet hans fange, gjorde Richard krav på tronen, men manglede støtte. I stedet blev han i en aftale kendt som Act of Accord gjort til Henriks tronarving og fortrængte Henrik og Margretes 7-årige søn Edvard, prins af Wales fra arvefølgen. Margrete af Anjou og adskillige fremtrædende adelsmænd var fuldstændig imod denne aftale og samlede deres hære i nord. Richard af York marcherede nordpå for at tage sig af dem, men opdagede, at han var i undertal.
Selv om York kontrollerede Sandal Castle, gjorde York udfald fra borgen den 30. december. Hvorfor han gjorde det er enten  tilskrevet Lancaster-hærens bedrag, forræderi af nogle adelige og Lancaster-officerer, som York troede var hans allierede, eller simpel ubesindighed eller fejlvurdering fra Yorks side. Hertugen af York blev dræbt og hans hær blev ødelagt. Mange af de fremtrædende York-ledere og deres familiemedlemmer døde i slaget eller blev taget til fange og henrettet.

## Baggrund
Kong Henrik 6. besteg tronen i 1422, da han kun var ni måneder gammel. Han voksede op til at være en ineffektiv konge med nervesammenbrud. Der opstod i stigende grad en bitter splittelse blandt embedsmændene og rådsmedlemmerne, der styrede i Henriks navn, hovedsageligt over videreførelsen af Hundredårskrigen mod Frankrig. I begyndelsen af 1450'erne var den vigtigste rivalisering mellem Richard, hertug af York og Edmund Beaufort, hertug af Somerset. York ønskede en mere energisk krigsførelse for at genvinde territorier, der for nylig var blevet tabt til franskmændene, mens Somerset tilhørte den fraktion, der forsøgte at sikre freden ved at give indrømmelser. York havde været kongens stedfortræder i Frankrig i flere år og var utilfreds med at blive fortrængt i dette embede af Somerset, som ikke kunne forsvare Normandiet mod de franske hære.
York var ikke kun den rigeste stormand i landet, men nedstammede også gennem begge sine forældre fra kong Edvard 3., hvilket førte til opfordringer om, at han blev anerkendt som den barnløse kong Henriks efterfølger. Hans rival, Somerset, tilhørte Beaufort-familien, som var fjerne fætre til kong Henrik. Oprindeligt illegitime var Beaufort-familien blevet legitimeret af en parlamentslov, men blev tilsyneladende udelukket fra arvefølgen til tronen. Imidlertid var der altid muligheden for, at det kunne omgås, og fra Beaufort-linjen kom til sidst kong Henrik 7. og Tudor-dynastiet.
York blev udnævnt til kongens stedfortræder i Irland, hvorved han i praksis blev fjernet fra hoffet, mens Somerset øgede sin indflydelse over kongen. I 1452 marcherede York mod London i et forsøg på at tvinge Henrik til at afskedige Somerset fra regeringen, men han manglede støtte og blev tvunget til at sværge ikke at gribe til våben mod kongen i Old St Paul's Cathedral. Så i 1453 blev Henrik 6. ramt af et totalt mentalt sammenbrud. Overhuset udnævnte York til rigsforstander (Lord Protector), og han styrede landet ansvarsfuldt, men Henrik genvandt sin forstand efter atten måneder og genoprettede Somerset i sin gunst. Under Henriks sindssyge havde hans dronning, Margrete af Anjou, født en søn, hvilket ødelagde Yorks håb om at blive konge, hvis Henrik døde.
Af frygt for anholdelse for forræderi greb York og hans mest fremtrædende allierede, Neville-jarlerne (Yorks svoger, jarlen af Salisbury og hans søn, jarlen af Warwick, senere kendt som "Kongemageren") til våben i 1455. I Det 1. slag ved St Albans blev mange af Yorks og Salisburys rivaler og fjender dræbt, herunder Somerset, jarlen af Northumberland (hvis familie Percy havde været involveret i en langvarig fejde med Neville-familien) og Lord Clifford.
Efter slaget bekræftede York sin loyalitet mod kong Henrik, som var blevet fundet forladt i en butik i byen. Han blev genudnævnt til Lord Protector og kongens stedfortræder i Irland. Margrete af Anjou mistænkte ikke desto mindre York for at ønske at erstatte hendes spæde søn, Edvard, som Henriks efterfølger, og arvingerne til de Lancaster-adelsmænd, der var blevet dræbt i St Albans, forblev i en dødelig fejde med York.

## Begivenhederne i året forud for Wakefield
Efter en urolig fred, hvor forsøg på forsoning mislykkedes, brød fjendtlighederne ud igen i 1459. Richard af York frygtede endnu en gang at blive tiltalt for oprør af et storråd domineret af hans modstandere. Han og Neville-jarlerne koncentrerede deres styrker ved Yorks højborg på Ludlow Castle på grænsen til Wales, men ved konfrontationen med den meget større kongelige hær, der blev kendt som Slaget ved Ludford, deserterede dele af Warwicks kontingent fra garnisonen i Calais, ledet af den erfarne kaptajn Andrew Trollope. York og Neville-jarlerne forlod straks deres tropper og flygtede. Næste dag overgav den talmæssigt underlegne og lederløse York hær sig.
York drog til Irland, hvor han nød ubestridt støtte, mens Salisbury, Warwick og Yorks ældste søn Edvard, jarl af March, rejste til Calais, hvor Warwick var konstabel. De kom lige akkurat den nye hertug af Somerset i forkøbet, da han sammen med Trollope var sendt for at genindtage den. Lancaster-hærens forsøg på at genvinde deres autoritet over Irland og Calais mislykkedes, men York og hans støtter blev erklæret forrædere og frataget ære, liv og gods. De sejrrige Lancaster-ledere blev hånet for den måde, hvorpå deres hær havde plyndret byen Ludlow efter den York-troppernes overgivelse ved Ludford Bridge og de repressive handlinger af et eftergivende "Parliament of Devils", der fik mange neutrale medlemmer af højadelen til at frygte for deres egen ejendom og titler. Landet forblev i kaos.
I 1460 invaderede Neville-jarlerne England gennem et fodfæste, som de allerede havde etableret i Sandwich, og de sikrede sig hurtigt London og det sydlige England, hvor Warwick havde folkelig støtte. De avancerede derefter mod nord for at møde Henriks hær i Midlands. I Slaget ved Northampton deserterede en del af Lancaster-hæren, og resten blev besejret. Henrik blev taget til fange på slagmarken for anden gang. Han blev ført til London og indespærret i biskoppen af Londons palads. George Neville, biskop af Exeter, blev udnævnt til Englands kansler, og viscount Bourchier (en anden af Yorks svogre) blev udnævnt til skatmester.
Hertugen af York landede i Chester nogle uger senere og gjorde sin rejse til London med stor pomp. Da han kom ind i parlamentet, forsøgte han at gøre krav på tronen, men blev mødt med lammende tavshed. Selv hans nære allierede var ikke villige til at støtte et så drastisk skridt. I stedet for vedtog Overhuset Act of Accord, hvorved Henrik ville forblive konge, men York ville regere landet som rigsforstander. Henriks søn blev gjort arveløs, og York eller hans arvinger ville blive konge ved Henriks død. Den magtesløse og bange Henrik blev tvunget til at give sit samtykke.

### Lancaster-fraktionens træk
Da slaget ved Northampton var udkæmpet, havde dronning Margrete og hendes syvårige søn Edvard opholdt sig på Eccleshall Castle ved Stafford. Efter mange eventyr med røvere og fredløse flygtede de via Cheshire til Harlech Castle i Nordwales, hvor de sluttede sig til Lancaster-adelsmænd (herunder Henriks halvbror Jasper Tudor og hertugen af Exeter), som var ved at rekruttere hære i Wales og West County. De fortsatte med skib til Skotland, hvor Margrete modtog tropper og anden hjælp til Lancaster-sagen fra dronningen og regenten, Maria af Geldern, til gengæld for overgivelsen af byen og borgen Berwick upon Tweed.
Samtidigt samledes andre Lancaster-støtter i  Nordengland. Mange af dem som jarlen af Northumberland og lord Clifford og lord Ros havde godser og indflydelse i nord. De fik senere tilslutning af hertugen af Somerset og jarlen af Devon, som medbragte deres styrker fra det West County. Northumberland, Clifford og Somerset var sønner af Yorks og Salisburys rivaler, der var blevet dræbt i St Albans. Lancaster-styrkerne mønstrede ved Kingston upon Hull og blev angivet i Gregory's Chronicle, en næsten samtidig beretning til 15.000 mand. En væsentlig del af disse styrker, der havde slået lejr ved Pontefract, begyndte at plyndre Yorks og Salisburys godser i nærheden.

### Yorks svar
Stillet over for disse udfordringer af hans autoritet som rigsforstander sendte York sin ældste søn Edvard til området omkring grænsen til Wales at fastholde Lancaster-styrkerne i Wales og efterlod jarlen af Warwick ansvarlig i London. Selv marcherede han til Nordengland den 9. december ledsaget af sin anden søn Edmund, jarl af Rutland, og jarlen af Salisbury. Han forsøgte at medbringe artilleri under "en Lovelace, en gentleman fra Kent", men dårligt vejr tvang artilleriet til at vende tilbage til London.
York og Salisburys hær blev af nogle anført til 8.000 til 9.000 mand, men af andre til kun at være nogle få hundrede mand, da York havde til hensigt at rekruttere lokale. Han havde sandsynligvis undervurderet både antallet af Lancaster-styrker i nord og den modstand, han havde fremkaldt ved sit forsøg på at overtage tronen. På et tidligere felttog mod nord under hans første rigsforstanderskab i 1454 havde han og Neville-jarlerne med lethed slået et oprør under Percy-familien og hertugen af Exeter ned. I 1460 havde næsten alle andre medlemmer af højadelen i nord meldt sig ind under Lancasters fane, men Yorks støtter af navn var også splittede. Neville-familien var en af de rigeste og mest indflydelsesrige i nord, og ud over at kontrollere store godser havde jarlen af Salisbury holdt embedet som Warden of the Eastern March i flere år. I Neville-Neville-fejden havde den yngre gren af familien under ledelse af Salisbury stort set gjort den ældre gren (af og til benævnt "den nordlige Neville-familie") under hans grandnevø, jarlen af Westmoreland arveløs og overgik den den dermed. Westmoreland havde brugt flere år på at forsøge at genvinde sine besiddelser. Han var blevet for syg, måske af en psykisk lidelse, til at spille nogen aktiv rolle. Hans yngre bror, John Neville af Raby, havde meget at vinde ved Yorks og Salisburys fald.
Lancaster-styrkerne blev stadig forstærket. Den16. december i Nottinghamshire stødte Yorks fortropper sammen med Somersets kontingent fra West County, som var på vej nordpå for at slutte sig til Lancaster-hæren, og blev besejret.

## Slaget
Den 21. december nåede York sin egen fæstning Sandal Castle ved Wakefield. Han sendte styrker for at sondere terrænet mod Lancaster-lejren ved Pontefract 14 km mod øst, men de blev slået tilbage. York sendte bud efter hjælp til sin søn Edvard, men inden nogen forstærkninger kunne nå frem, gjorde han udfald fra borgen den 30. december.
Det vides ikke med sikkerhed, hvorfor York gjorde det. En teori blev senere fortalt i Edward Halls krønike, skrevet et par årtier efter begivenheden, men delvis baseret på førstehåndskilder og den samtidige burgundiske Jean de Waurins krønike. I en krigslist, der muligvis var udtænkt af veteranen Andrew Trollope (som ifølge Waurins beretning også havde sendt beskeder til York via falske desertører om, at han var parat til at skifte side igen) avancerede halvdelen af Lancaster-hæren under Somerset og Clifford åbenlyst mod Sandal Castle, over det åbne område kendt som "Wakefield Green" mellem borgen og floden Calder, mens resten under Ros og jarlen af Wiltshire skjulte sig i skovene omkring. York manglede sandsynligvis forsyninger på slottet, og da han så, at fjenden tilsyneladende ikke var stærkere end hans egen hær, ville han udnytte muligheden for at møde dem i det fri i stedet for at modstå en belejring, mens de ventede på forstærkninger.
Andre beretninger antydede, at York muligvis ud over Trollopes bedrag blev narret af nogle af John Neville af Rabys styrker, der viste falske farver i den tro, at forstærkninger sendt af Warwick var nået frem. I en anden samtidig beretning, William Worcesters Annales Rerum Anglicorum, have John Neville selv fået en ordre fra Richard af York til at samle en styrke på 8.000 mand til at kæmpe på Yorks side under jarlen af Westmoreland. Efter at have samlet denne styrke og lokket York til at forlade slottet for at møde ham, gik John Neville derefter over til Lancaster.
Et andet forslag var, at York og Somerset havde aftalt en våbenhvile i julen til 6. januar, Fejringen af Helligtrekonger, men Lancaster-fraktionen havde ikke til hensigt at holde våbenhvilen. På tre på hinanden følgende dage udsendte de varsler for at provokere York til for forhastet af handle på de fornærmende beskeder, og da York drog ud i det fri, angreb Lancaster-hæren på forræderisk vis tidligere end aftalt og fangede York i en ugunstig stilling, mens mange af hans mænd var fraværende, idet de ledte efter nye forsyninger.
Det enkleste forslag var, at York handlede ubesindigt. For eksempel fastlår historikeren John Sadler, at der hverken var et Lancaster-bedrag eller baghold. York førte sine mænd ud af borgen for at skaffe forsyninger (eller for at redde nogle af hans mænd, der var ude og fouragere, som var under angreb), og da Lancaster-kontingenter en efter en sluttede sig til kampen (den sidste var Cliffords division, der havde slået lejr syd og øst af Sandal Magna) endte Yorks hær i undertal, omgivet og overvældet.

York-styrkerne marcherede ud af Sandal Castle ned ad den nuværende Manygates Lane mod Lancaster-styrkerne nord for borgen. Det er almindeligt accepteret, at da York mødte Lancaster-tropperne i front, angreb andre ham i flanken og bagfra og afskar ham fra borgen. Med Edward Halls ord:
... men da han kom til sletten mellem sin borg og byen Wakefield, blev han omringet fra alle sider, som en fisk i et net eller en hjort i en snare; således at han på mandig vis kæmpede, og inden for en halv time blev han slået ned og dræbt, og hele hans hær slået på flugt.

### Tab
En næsten samtidig kilde (Gregory's Chronicle) hævdede, at 2.500 York-soldater og 200 Lancaster-soldater blev dræbt, men andre kilder giver vildt forskellige tal, fra 2.200 til kun 700 York-tab.
Hertugen af York blev enten dræbt i slaget eller taget til fange og straks henrettet. Senere værker understøtter folkemindet om, at han blev ramt af et lammende sår i knæet og ikke blev slået af hesten, og han og hans nærmeste kæmpede derefter til døden på det sted. Andre fortæller, at  han blev taget til fange (af en sir James Luttrell af Devonshire), hånet af dem, der tog ham til fange, og halshugget.
Hans søn Edmund, jarl af Rutland forsøgte at flygte over Wakefield Bridge, men blev indhentet og dræbt, muligvis af Clifford som hævn for sin fars død i St. Albans. Salisburys anden søn sir Thomas Neville faldt også i slaget. Salisburys svigersøn William, Lord Harington og Haringtons far, William Bonville, blev taget til fange og henrettet straks efter slaget. (Bonville-familien havde været involveret i en fejde med jarlen af Devon og Courtenay-familien i Devon og Cornwall.) Salisbury selv undslap, men blev taget til fange om natten og blev ført til Lancaster-lejren. Selvom Lancaster-adelsmændene måske havde været villige til at lade Salisbury købe sig  fri, blev han slæbt ud af Pontefract Castle og halshugget af almindelige borgere, over for hvem han havde været en hård overherre. Pøblen kan have været ledet af "Bastarden af Exeter", en uægte søn af hertugen af Exeter.
Blandt "borgerne" i Yorks hær, der blev dræbt, var John Harrowe, en fremtrædende handelsmand i London, der blev kaldt "kaptajn til fods".

## Efterspil
Efter slaget blev Yorks, Rutlands og Salisburys hoveder sat op på Micklegate Bar i Yorks sydvestlige bymur,  hertugen med papirkrone og et skilt, der sagde "Lad York se over byen York".
Richard af Yorks død gjorde hverken ende på borgerkrigen eller Huset Yorks krav på tronen. Den nordlige Lancaster-hær, der havde sejret i Wakefield, blev forstærket med skotter og grænsefolk, der var ivrige efter plyndring, og marcherede sydpå. De besejrede Warwicks hær i det Det 2. slag ved St Albans og genbefriede den svage kong Henrik, som var blevet forladt på slagmarken for tredje gang, men blev nægtet indrejse til London og undlod at besætte byen. Warwick og Edvard af March besatte London igen, og inden for få uger blev Edvard af March udråbt til kong Edvard 4.
I det 1. slag ved St Albans havde York været tilfreds med hans rivalers død. I Wakefield og i hvert slag i Rosekrigene derefter ville sejrherrerne ikke kun eliminere enhver leder på den anden side, men også deres familiemedlemmer og støtter, hvilket gjorde krigen mere bitter og hævnagtig.
Et monument rejst på det sted, hvor hertugen af York formodes at være faldet, står lidt syd for det mere sandsynlige sted, hvor et ældre monument stod, som blev ødelagt under den Den engelske borgerkrig. Et kors til minde om Yorks søn, Rutland, blev rejst ved krydset mellem Park Street og Kirkgate i Wakefield. Arkæologen Rachel Askew antyder, at mindesmærket over hertugen af York kan være fiktivt, da antikvar John Camden, der levede i slutningen af det 16. og begyndelsen af det 17. århundrede, ikke nævnte det i sin beskrivelse af stedet.

## I litteratur og folklore
Mange kender William Shakespeares melodramatiske version af begivenhederne i Henrik den Sjette., del 3, især mordet på Edmund af Rutland Dog skildres Edmund som et lille barn, og efter Cliffords unødvendige mord på ham, piner Margrete hans far, York, inden han også myrdes. Faktisk var Rutland 17 år og gammel nok til at være aktiv deltager i kampene. Margrete var næsten helt sikkert stadig i Skotland på det tidspunkt.
Slaget siges at være kilden til remsen om huske regnbuens farver, Richard of York Gave Battle in Vain (Rød, orange, gul (yellow), grøn, blå, indigo, violet), og til det spottende børnerim, "The Grand Old Duke of York ", skønt det langt sandsynligere henviser til hertugen fra det attende århundrede, en søn af Georg 3.
"Dicky's Meadow" ("Dickys Eng") er et velkendt nordligt udtryk, menes almindeligvis henvises til Sandals Meadow, hvor slaget ved Wakefield fandt sted, og hvor Richard døde. Den almindelige opfattelse var, at Richard var blevet dårligt rådet til at kæmpe her. Udtrykket bruges normalt til at advare mod en risikabel handling, som i "Hvis du gør det her, så ender du i Dicky's Meadow." Imidlertid er den først kendte anvendelse fra 1860'erne, omkring 400 år efter slaget.

## Fodnoter
1. ↑  Somerset havde belejret Calais, men blev udadtil forsonet med Warwick den 8. august 1460 og fik lov til at vende tilbage til England.[22]
2. ↑  Wiltshire var imidlertid næsten helt sikkert ikk til stede. Han var flygtet til kontinentet kort efter, at Neville-jarlerne var landet i Sandwich.[32] Han landede i de første uger af 1461 i Sydwales med en styrke bestående af bretonske, franske og irske lejesoldater.[33]